# Бросненское чудовище
Бросненское чудовище — криптид наподобие дракона, согласно местным поверьям, будто бы обитающий в озере Бросно в Тверской области России. О чудовище известно со слов «очевидцев» местных жителей, большинство из них рассказывают о ящере на словах, но некоторым, якобы, даже «посчастливилось» сделать его фотографии.
По описаниям «очевидцев», это существо чешуйчатое, как рептилия, размером не менее пяти метров.

## История
Первые упоминания о «Бросненском чудовище» относятся ко времени татаро-монгольского нашествия. Согласно легенде, войска Батыя остановились у побережья озера. Ночью воины услышали сильный всплеск воды, а потом увидели, как на берег выбралось огромное чудовище, и напало на людей. В ужасе войско разбежалось. Хан посчитал это дурным знаком и приказал войску отступить. 
Согласно рассказам местных жителей, во время Великой Отечественной войны чудовище проглотило одного немецкого лётчика, который катапультировался из подбитого самолёта в воды озера Бросно. Некоторые утверждают, что видели чешуйчатую голову монстра над озёрной поверхностью и в наши дни. 

## Причины возникновения легенд
Причиной возникновения легенд об озёрном ящере, скорее всего, стала необычно большая глубина озера, и процессы гниения на глубине, приводящие к образованию сероводородных «пузырей». Это сероводородные гидраты, постоянно накапливающиеся на дне запасы ядовитого газа, из-за большого давления водяного столба находящегося в связанном состоянии. Для «вскипания» гидратной подушки достаточно незначительного внешнего воздействия (хлопка от взрыва, падения якоря и т. д.). Последствия от такого банального бросания якоря в ненужное время в ненужном месте могут быть катастрофическими. Будь на ближайших холмах какой-нибудь очевидец, то подобное исчезновение в пучине вод он вполне мог бы расценить как «разверзшуюся пасть» (с изрыганием огня или без оного), которая проглотила своих жертв. Согласно описаниям очевидцев чудовище сильно напоминает доисторического плезиозавра.

## Исследования
- Массовую известность Бросненское чудовище получило после публикации статьи о нём в еженедельнике «Караван+Я». Корреспонденты еженедельника неоднократно выдвигались с экспедициями на озеро, но никаких документальных доказательств существования монстра ими получено не было[4].
- В июне 2002 года на канале ТНТ, в программе «Сегоднячко» по будням транслировалось реалити-шоу «За чудовищем». В нём группа добровольцев пыталась найти чудовище озера Бросно, опрашивая жителей и исследуя местность. Однако к финальному выпуску шоу им так и не удалось заполучить весомые доказательства существования монстра. В лесу ими были найдены огромные бобровые плотины, что позволило им предположить, что местными жителями за чудовище был принят крупный бобр. Также было выяснено, что под дном озера Бросно накапливаются сероводородные гидраты, образующиеся из остатков растений местных лесов. Они находятся под давлением толщи воды, однако стоит «потревожить» их брошенным якорем или чем-то ещё, они сразу же всплывают на поверхность, пузырясь и взрываясь. Процессы в озере близки по своему механизму к газовому вулканизму, в результате чего некоторых людей могло опрокинуть с лодок и они в страхе принимали происходящее за нападение чудовища.
- На канале ТНТ расследование феномена Бросненского чудовища было показано в программе «Необъяснимо, но факт» (выпуск «Озеро безумия»)[5].
- На озеро неоднократно выдвигались экспедиции Космопоиска. Исследования проводились с использованием эхолотов, вертолёта для авиаразведки, с привлечением аквалангистов и т. д. По материалам экспедиций 2002—2007 годов был сделан вывод, что так называемое Бросненское чудовище является скоплениями газа, выходящими из глубин озера на поверхность[6].